# Arsenal Tivat
FK Arsenal Tivat (czarnog. Фудбалски Клуб Арсенал Тиват, Fudbalski Klub Arsenal Tivat) – czarnogórski klub piłkarski, mający siedzibę w Tivacie. Obecnie występuje w Prvej lidze Czarnogóry. Jest drugim najstarszym klubem piłkarskim w Czarnogórze, rok młodszy od FK Lovćen Cetinje.

## Historia
Chronologia nazw:
- 1914: FK Orjen (czarnog. ФК Орјен)
- 1930: FK Arsenal (czarnog. ФК Арсенал) – po fuzji z FK Zrinjski.

Klub piłkarski FK Orjen został założony w Tivacie w 1914 roku. W 1930 roku zespół został połączony z innym klubem z Tivatu - FK Zrinjski. Po fuzji klub zaczął grać pod nową nazwą FK Arsenal. Nazwa pochodzi od pobliskiego zakładu naprawy marynarki wojennej „MRTZ Sava Kovačević”, znanego potocznie jako Arsenał. Klub osiągnął największe sukcesy w historii w latach 1925–1940. Drużyna z Tivat grała wówczas w mistrzostwach Czarnogóry w piłce nożnej, z niezwykłym sukcesem w sezonie 1937 - zdobywając tytuł mistrza Czarnogóry. Arsenal stał się jedynym klubem poza Podgoricą i Cetynią, który zdobył tytuł Mistrzostwa Czarnogóry w latach 1925–1940.
Po zakończeniu II wojny światowej zespół grał w pierwszym sezonie ligi czarnogórskiej (1946) wraz z klubami Budućnost Titograd, FK Lovćen i Sutjeska. W pierwszym sezonie 1955/56 awansował do drugiej ligi jugosłowiańskiej (strefa B). Występował przez trzy lata w drugiej lidze, a po sezonie 1957/58 spadł do ligi republikańskiej. W latach 1958–2006 większość czasu klub grał w lidze czarnogórskiej, osiągając największy sukces w sezonie 1958/59 po zajęciu drugiej lokaty ligowej.
Po uzyskaniu niepodległości przez Czarnogórę klub startował w drugiej lidze. W 2009 spadł do trzeciej ligi. W 2012 został mistrzem grupy południowej trzeciej ligi i po wygranych barażach wrócił do drugiej ligi. Po trzech latach w 2015 został zdegradowany do trzeciej ligi. W 2017 ponownie wygrał mistrzostwo grupy południowej trzeciej ligi jednak przegrał barażach w o awans do drugiej ligi. W następnym roku znów został mistrzem grupy południowej i tym razem w barażach uzyskał promocję do drugiej ligi.

W 2025 roku klub został wykluczony przez UEFA z europejskich pucharów na okres dziesięciu lat. Powodem było ustawienie wyniku meczu eliminacji Ligi Konferencji z Alaszkertem Erywań. Ponadto klub został ukarany przez federację grzywną w wysokości 500 000 euro.

## Barwy klubowe, strój
| Niebieski | Biały |

Klub ma barwy niebiesko-białe. Zawodnicy domowe spotkania zazwyczaj grają w niebieskich koszulkach, białych spodenkach oraz białych getrach.

## Sukcesy

### Trofea międzynarodowe
Nie uczestniczył w rozgrywkach europejskich (stan na 31-05-2019).

### Trofea krajowe
| \| \| Zdobyte trofea w rozgrywkach Czarnogóry (stan na: 31-05-2019) \| |                                                               |      |                           |
| Rozgrywki                                                              | Osiągnięcie                                                   | Razy | Sezon(y)                  |
| Mistrzostwo                                                            | I miejsce                                                     | 0    |                           |
| Mistrzostwo                                                            | II miejsce                                                    | 0    |                           |
| Mistrzostwo                                                            | III miejsce                                                   | 0    |                           |
| Puchar                                                                 | zdobywca                                                      | 0    |                           |
| Puchar                                                                 | finalista                                                     | 0    |                           |
| Puchar                                                                 | ćwierćfinalista                                               | 1    | 2007/08                   |
| II liga                                                                | I miejsce                                                     | 0    |                           |
| II liga                                                                | II miejsce                                                    | 0    |                           |
| II liga                                                                | III miejsce                                                   | 0    |                           |
| II liga                                                                | 5.miejsce                                                     | 3    | 2006/07, 2013/14, 2018/19 |
| Czarnogóra                                                             | Zdobyte trofea w rozgrywkach Czarnogóry (stan na: 31-05-2019) |      |                           |

- Prvijenstvo Cetinjskog nogometnog podsaveza (D2): (1922-1940)
  - mistrz (1x): 1937
  - wicemistrz (3x): 1929, wiosna 1930, jesień 1930
- Treća crnogorska fudbalska liga - Juzna regija (D3):
  - mistrz (3x): 2011/12, 2016/17, 2017/18
- Crnogorska republikanska liga (D4):
  - mistrz (3x): 1979/80, 1983/84, 1987/88
- Puchar Prowincji Południowej:
  - zdobywca (3x): 2009, 2010, 2011

## Poszczególne sezony
* W wyniku przeprowadzonego 21 maja 2006 referendum niepodległościowego zadeklarowano  zerwanie dotychczas istniejącej federacji Czarnogóry z Serbią (Serbia i Czarnogóra). W związku z tym po sezonie 2005/06  wszystkie czarnogórskie zespoły wystąpiły z lig Serbii i Czarnogóry, a od nowego sezonu 2006/07 Arsenal Tivat przystąpił do rozgrywek Drugiej crnogorskiej ligi.

### Rozgrywki krajowe
| \| Czarnogóra \| Bilans występów klubu w rozgrywkach piłkarskich Czarnogóry (Stan na 31 maja 2019 r.) \| \| |                                                                                      |        |       |   |   |   |    |    |     |                               |        |        |      |
| Poziom | Rozgrywki                                                                            | Sezony | Mecze | Z | R | P | B+ | B– | Pkt | Lata                          | Awanse | Spadki | Naj. |
| I | Prva crnogorska liga                                                                 | 0      |       |   |   |   |    |    |     |                               | 0      | 0      |      |
| II | Druga crnogorska liga                                                                | 8      |       |   |   |   |    |    |     | 2006–2009, 2012–2015, od 2018 | 0      | 2      | 5    |
| III | Treća crnogorska liga                                                                | 6      |       |   |   |   |    |    |     | 2009–2012, 2015–2018          | 2      | 0      | 1    |
| | Puchar                                                                               |        |       |   |   |   |    |    |     | od 2006                       |        |        | 1/4  |
| Czarnogóra                                                                                                  | Bilans występów klubu w rozgrywkach piłkarskich Czarnogóry (Stan na 31 maja 2019 r.) |        |       |   |   |   |    |    |     |                               |        |        |      |

| \| Serbia i Czarnogóra \| Bilans występów klubu w rozgrywkach piłkarskich Serbii i Czarnogóry (Stan na 31 maja 2019 r.) \| \| |                                                                                               |        |       |   |   |   |    |    |     |           |        |        |      |
| Poziom | Rozgrywki                                                                                     | Sezony | Mecze | Z | R | P | B+ | B– | Pkt | Lata      | Awanse | Spadki | Naj. |
| I | Prva savezna liga/Prva liga Srbije i Crne Gore                                                | 0      |       |   |   |   |    |    |     |           | 0      | 0      |      |
| II | Druga savezna liga/Druga liga Srbije i Crne Gore                                              | 0      |       |   |   |   |    |    |     |           | 0      | 0      |      |
| III | Treća savezna liga/Treća liga Srbije i Crne Gore                                              | 14     |       |   |   |   |    |    |     | 1992–2006 | 0      | 0      | ?    |
| | Puchar                                                                                        |        |       |   |   |   |    |    |     | od 1992   |        |        | ?    |
| Serbia i Czarnogóra | Bilans występów klubu w rozgrywkach piłkarskich Serbii i Czarnogóry (Stan na 31 maja 2019 r.) |        |       |   |   |   |    |    |     |           |        |        |      |

| \| \| Bilans występów klubu w rozgrywkach piłkarskich Jugosławii (Stan na 31 maja 2019 r.) \| |                                                                                      |        |       |   |   |   |    |    |     |                                     |        |        |      |
| Poziom                                                                                        | Rozgrywki                                                                            | Sezony | Mecze | Z | R | P | B+ | B– | Pkt | Lata                                | Awanse | Spadki | Naj. |
| I                                                                                             | Prva savezna liga                                                                    | 0      |       |   |   |   |    |    |     |                                     | 0      | 0      |      |
| II                                                                                            | 2.savezna liga/Prvijenstvo Cetinjskog nogometnog podsaveza                           | 20     |       |   |   |   |    |    |     | 1925–1940, 1946/47, 1952, 1955–1958 | 0      | ?      | ?    |
| III                                                                                           | 3.savezna liga/Crnogorska republikanska liga                                         | 36     |       |   |   |   |    |    |     | 1947–1951, 1953–1955, 1958–1988     | 0      | ?      | ?    |
| IV                                                                                            | Crnogorska republikanska liga                                                        | 4      |       |   |   |   |    |    |     | 1988–1992                           | 0      | 0      | ?    |
|                                                                                               | Puchar                                                                               | 43     |       |   |   |   |    |    |     | 1947–1992                           |        |        | ?    |
|                                                                                               | Bilans występów klubu w rozgrywkach piłkarskich Jugosławii (Stan na 31 maja 2019 r.) |        |       |   |   |   |    |    |     |                                     |        |        |      |

## Struktura klubu

### Stadion
Klub piłkarski rozgrywa swoje mecze domowe na Stadion u Parku w Tivacie, który może pomieścić 4 000 widzów.

### Inne sekcje
Klub prowadzi drużyny dla dzieci i młodzieży w każdym wieku.

## Kibice i rywalizacja z innymi klubami

### Rywalizacja
Największymi rywalami klubu są inne zespoły z okolic.

### Derby
- FK Bijela
- FK Bokelj

## Europejskie puchary
Legenda do wszystkich tabel:
- Q – runda eliminacyjna, 1/16, 1/8, 1/4, 1/2 – odpowiednia faza rozgrywek, Grupa – runda grupowa, 1r gr – pierwsza runda grupowa, 2r gr – druga runda grupowa, F – finał, R – runda, PO – play-off
- k. – rzuty karne, los. – losowanie, Dogr. – dogrywka, w. – zasada bramek strzelonych na wyjeździe

| Sezon   | Rozgrywki               | Runda | Klub             | Dom | Wyjazd | Ogólnie |
| ------- | ----------------------- | ----- | ---------------- | --- | ------ | ------- |
| 2023/24 | Liga Konferencji Europy | 1Q    | Alaszkert Erywań | 1–6 | 1–1    | 2–7     |

17 lipca 2025 roku, UEFA uznała, że klub z Czarnogóry dopuścił się korupcji. Zespół został ukarany 10- letnim zawieszeniem w rozgrywkach UEFA oraz grzywną w wysokości 500 000 euro.